# Belén Funes
Belén Funes   (Barcelona, 1984) és una directora cinematogràfica catalana.
Va créixer a Ripollet i, després d'estudiar cinema i audiovisuals a l'ESCAC i fer un màster de guió a Cuba, a l'escola de San Antonio de los Baños, es va dedicar durant uns anys a treballar d'ajudant de direcció en pel·lícules com Blog, Mientras duermes, Rec 3: Genesis, Tengo ganas de ti i Animals. Va començar a treballar de script en pel·lícules com Tots volem el millor per a ella i El niño. El 2015 va dirigir Sara a la fuga, guanyador de la Biznaga de Plata al Millor Curtmetratge al Festival de Màlaga. La Inútil, el seu segon curtmetratge, va ser guanyador de 5 premis al Festival de Medina del Camp i nominat als premis Gaudí.
La seva òpera prima, La hija de un ladrón es va estrenar a la 67 edició del Festival Internacional de Cinema de Sant Sebastià alçant-se amb el premi a la Millor Interpretació Femenina per a la protagonista del film, Greta Fernández. L'estrena als cinemes va ser el 29 de novembre de 2019.
El 2020, va guanyar amb La hija de un ladrón, protagonitzada per Eduard Fernández i la seva filla Greta, tres premis Gaudí: millor pel·lícula en llengua no catalana, millor direcció i millor guió, compartit amb Marçal Cebrián, que també és la seva parella. Pocs dies després va guanyar el Premi Goya a la millor direcció novella per l'obra La hija de un ladrón.

## Filmografia

### Com a cineasta
| Any  | Títol                | Directora | Guionista | Annotacions                                                                        |
| ---- | -------------------- | --------- | --------- | ---------------------------------------------------------------------------------- |
| 2015 | Sara a la fuga       | Sí        | Sí        | Curtmetratge.                                                                      |
| 2017 | La inútil            | Sí        | Sí        | Curtmetratge                                                                       |
| 2019 | La hija de un ladrón | Sí        | Sí        | Inspirat com a continuació de Sara a la fuga.                                      |
| 2023 | La Ruta              | Sí        |           | Sèrie de televisió. Directora dels episodis quatre i cinc de la primera temporada. |

### Altres rols
| Any  | Títol                                    | Script (continuista) | Ajudant de direcció | Annotacions                       |
| ---- | ---------------------------------------- | -------------------- | ------------------- | --------------------------------- |
| 2009 | Tres dies amb la família                 |                      | Sí                  |                                   |
| 2010 | Blog                                     |                      | Sí                  |                                   |
| 2011 | Mentre dorms                             |                      | Sí                  |                                   |
| 2012 | REC 3: Gènesi                            |                      | Sí                  |                                   |
| 2012 | Tengo ganas de ti                        |                      | Sí                  |                                   |
| 2012 | Animals                                  |                      | Sí                  |                                   |
| 2013 | Gran Nord                                |                      | Sí                  | Sèrie de televisió-               |
| 2013 | Ayer no termina nunca                    | Sí                   |                     |                                   |
| 2013 | Frontera                                 | Sí                   |                     |                                   |
| 2013 | Family Tour                              | Sí                   |                     |                                   |
| 2013 | Tots volem el millor per a ella          | Sí                   |                     |                                   |
| 2014 | El Niño                                  | Sí                   |                     |                                   |
| 2014 | Murieron por encima de sus posibilidades | Sí                   |                     |                                   |
| 2015 | Ningú no vol la nit                      | Sí                   |                     |                                   |
| 2016 | María (y los demás)                      | Sí                   |                     |                                   |
| 2017 | La llibreria                             | Sí                   |                     |                                   |
| 2017 | Bajo la piel de lobo                     | Sí                   |                     |                                   |
| 2018 | El Círculo                               | Sí                   |                     | Curtmetratge                      |
| 2018 | Matar al padre                           | Sí                   |                     | Sèrie de televisió de 4 episodis. |
| 2021 | Libertad                                 | Sí                   |                     |                                   |